# あそラキプラス
『あそラキプラス』とは、TXN九州→TVQ九州放送で1998年4月7日から2007年3月27日まで放送されていたテレビ番組。

## 概要
未就学の幼児から小学生までを対象とした番組で、スペースワールドの紹介などもふんだんに交えていた。放送開始当初は『あそぼう!ラッキー』というタイトルで放送されていたが、スペースワールドの加森観光への経営権譲渡が関係しているのか、2006年4月に現在のタイトルに変更した。2007年3月27日をもって9年の歴史に幕を閉じた。
放送終了から10年後の2017年7月17日に「あそぼう!ラッキースペシャル」として1日限りで復活した。

## 放送時間
- 毎週火曜 7:30 - 8:00

## コーナー
あそぼう!ラッキー時代には『ピングー』を放送していたこともある。
- ラッキーたいそう - ラッキー･ラビットと子供たちが楽しく踊れる体操。
- ヴィッキータイムス - ヴィッキーラビットがスペースワールドの今イチ押しのイベントや最新情報を紹介する。
- ラッキーエクササイズ - あさみちゃん・せいこちゃんが中心となってエクササイズを行なう。
- ティムちゃんのドリームイングリッシュ - ティムちゃんがスペースワールドに入園している子供に英単語を教える。
- ひよこダンス - ヘンドリックスが子供たちと一緒にヒヨコのポーズでダンスする。
- 今月の歌 - 各月ごとにその月にあった曲を紹介する。